# Charles Cathcart, 9. baron Cathcart
Charles Schaw Cathcart, 9. baron Cathcart (Charles Schaw[] Cathcart, 9th Baron Cathcart) (21. března 1721, Edinburgh, Skotsko – 14. srpna 1776, Londýn, Anglie) byl britský generál a diplomat ze staré skotské šlechty. Vojenskou kariéru zahájil jako pobočník vévody z Cumberlandu, za sedmileté války dosáhl generálských hodností. Kromě toho zastával celý život vysoké funkce ve Skotsku a v letech 1768–1771 byl britským vyslancem v Rusku. Z jeho početného potomstva vynikl syn William (1755–1843) jako vojevůdce a diplomat napoleonských válek, v roce 1814 povýšený na hraběte.

## Kariéra
Pocházel ze starobylého skotského rodu Cathcartů, který užíval titul lorda od roku 1452. Narodil se v Edinburghu jako syn generála 8. barona Cathcarta. Po otci zdědil titul barona a stal se skotským peerem (1740), od mládí zastával hodnosti u dvora, sloužil v armádě a zúčastnil se války o rakouské dědictví. Již v roce 1742 byl kapitánem a pobočníkem vévody z Cumberlandu, zúčastnil se bitvy u Dettingenu a byl vážně zraněn v bitvě u Fontenoy s doživotními následky v obličeji (v bitvě u Fontenoy také padl jeho mladší bratr Schaw Cathcart, 1722–1745). Pod velením vévody z Cumberlandu bojoval proti poslednímu jakobitskému povstání ve Skotsku a zúčastnil se bitvy u Cullodenu. Ještě po skončení války o rakouské dědictví byl v letech 1748–1749 byl jako rukojmí vězněn ve Francii. Po návratu do Anglie dosáhl hodnosti plukovníka (1750) a byl zvolen jako jeden ze zástupců skotských peerů do Sněmovny lordů (Representative Peer of Scotland, 1752–1776), zastával také funkci lorda komisaře církevního shromáždění ve Skotsku (1755–1763 a 1773–1776). Za sedmileté války znovu vstoupil do aktivní služby a postupoval v hodnostech (generálmajor 1758, generálporučík 1760). Mezitím získal čestný post guvernéra Dunbarton Castle (1761–1764) a v roce 1763 obdržel Bodlákový řád. V roce 1767 byl jmenován členem Tajné rady a v letech 1768–1771 byl britským vyslancem v Petrohradě, kde byl vlídně přijat carevnou Kateřinou II. Po návratu z Ruska zakončil svou kariéru jako vrchní velitel ve Skotsku, v letech 1773–1775 byl navíc lordem rektorem univerzity v Glasgow. Zemřel v Londýně na tuberkulózu.

## Manželství a potomstvo

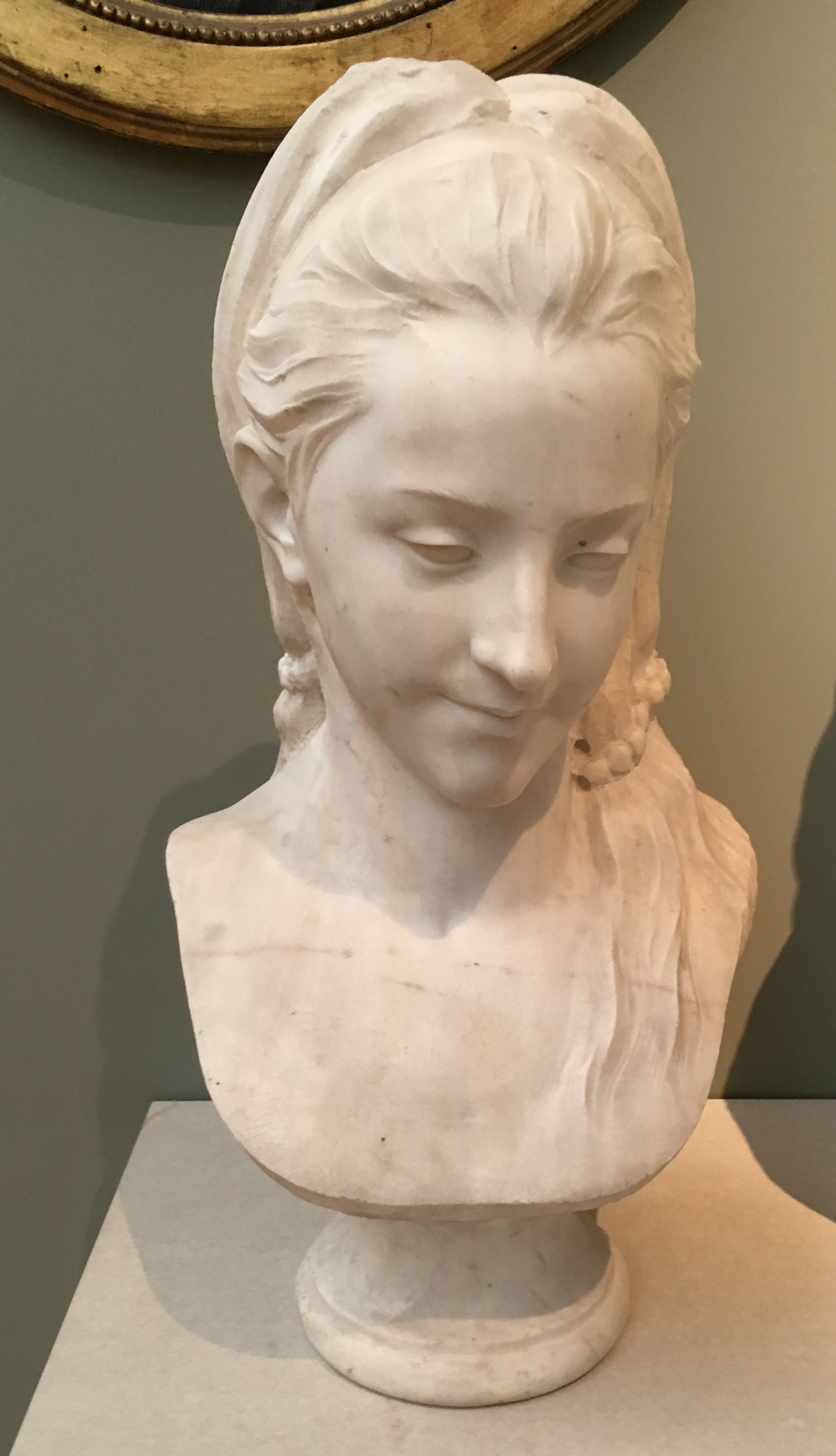
Busta Mary Cathcart (1757–1792), manželky generála Thomase Grahama

V roce 1753 se oženil s Jane Hamilton (1726–1771), dcerou lorda Archibalda Hamiltona z rodu vévodů z Hamiltonu. Měli spolu devět dětí.
- Jane (1754–1790), manžel John Murray, 4. vévoda z Athollu (1755–1830)
- William (1755–1843), generál, diplomat, 1814 povýšen na hraběte
- Mary (1757–1792), manžel Thomas Graham, 1. baron Lynedoch (1758–1843), generál
- Louisa (1758–1843), 1. manžel David Murray, 2. hrabě z Mansfieldu (1727–1796), ministr zahraničí, 2. manžel Robert Fulke Greville (1751–1824), důstojník, člen Dolní sněmovny
- Charles (1759–1788), plukovník, člen Dolní sněmovny[4]
- John (1761–1762)
- Archibald (1764–1841), kněz, prebendář v Yorku
- Catherine (1770–1794), dvorní dáma královny Charlotty